# Dmitri Bjakow
Dmitri Nikolajewitsch Bjakow (kasachisch/russisch Дмитрий Николаевич Бяков; * 9. April 1978) ist ein kasachischer ehemaliger Fußballspieler.

## Karriere
Dmitri spielte als Mittelfeldspieler 2008 bei Schachtjor Qaraghandy. 2009 wechselte er zu Schetissu Taldyqorghan.

### Nationalmannschaft
Er wurde 33 Mal in der Kasachischen Fußballnationalmannschaft eingesetzt und erzielte dabei acht Tore.